# Chatfield (Ohio)
Chatfield é uma vila localizada no estado norte-americano de Ohio, no Condado de Crawford.

## Demografia
Segundo o censo norte-americano de 2000, a sua população era de 218 habitantes.
Em 2006, foi estimada uma população de 202, um decréscimo de 16 (-7.3%).

## Geografia
De acordo com o United States Census Bureau tem uma área de
0,8 km², dos quais 0,8 km² cobertos por terra e 0,0 km² cobertos por água. Chatfield localiza-se a aproximadamente 306 m acima do nível do mar.

## Localidades na vizinhança
O diagrama seguinte representa as localidades num raio de 20 km ao redor de Chatfield.